# Kucharz doskonały
Kucharz doskonały (Kucharz doskonały, pożyteczny dla zatrudniających się gospodarstwem. Okazując sposób poznawania, rozbierania różnego rodzaju mięsiwa, ryb, etc. przytym naukę daiąc przezorną o mocy, czyli wyśmienitości warzywa i ziół, oraz wyborze onych używania. Tudzież robiena wódek, likworów, syropów, ciast i cukrów. z francuskiego przetłomaczony i wielą przydatkami pomnożony przez Woyciecha Wielądka) – druga zachowana do współczesnych czasów polska książka kucharska. 
Książka, którą wydał drukiem w 1783 roku Wojciech Wielądko, jest tłumaczeniem francuskiej La cuisinière bourgeoise (franc.: La cuisinière bourgeoise, suivie de l'office, a l'ussage de tous ceux qui se mêlent de la dépense des maisons; contenant la manière de disséquer, connoître et servir toutes sortes de viandes. pol. Kucharka mieszczańska, służąca publicznie, a także dla pragnących rozsądnie gospodarzyć w domu, zawierająca sposoby dokładnego rozpoznawania, rozbierania i podawania różnego rodzaju mięs – pierwsze wydanie z 1762 roku).

## Historia
Wojciech Wielądko nie był zawodowym kucharzem, a literatem piszącym wiersze, komedie, utwory polityczne i paszkwile. Podejmując decyzję o wydaniu książki kucharskiej nie mógł oprzeć się tak jak Stanisław Czerniecki na własnym doświadczeniu. Dlatego podjął decyzję o przetłumaczeniu książki wybierając francuską książkę La cuisinière bourgeoise z 1746 roku, której autorem był Menon. Nie wiemy nic na temat autora, ale prawdopodobnie była nim kobieta. Tytuł dosłownie można przetłumaczyć Kucharka mieszczańska. Książka zwracała uwagę na oszczędzanie oraz dostępność produktów, a przepisy były dobrze opracowane. Autor tłumaczenia dokonał zmiany tytułu na Kucharz doskonały. Książka została wydana w 1783 roku przez warszawskiego drukarza Michała Grölla. 
Ukazało się ogółem pięć wydań "Kucharza doskonałego". Pierwsze wydanie z 1783 i drugie, poszerzone z 1786 roku były całkowicie oparte na francuskim pierwowzorze. Wydanie trzecie z 1800 roku miało zmieniony tytuł na Kucharz doskonały w wybornym guście z oszczędnością dogodny. Autor wprowadził w nim daleko idące zmiany i obok przepisów francuskich opisał też dania z kuchni polskiej i niemieckiej.

W XI księdze Pana Tadeusza pojawia się tytuł Kucharz doskonały:
Wojski zebrał co prędzej z sąsiedztwa kucharzy;
Pięciu ich było; służą, on sam gospodarzy.
Jako kuchmistrz białym się fartuchem opasał,
Wdział szlafmycę, a ręce do łokciów zakasał;
W ręku ma plackę muszą, owad lada jaki
Odpędza wpadający chciwie na przysmaki;
Drugą ręką przetarte okulary włożył,
Dobył z zanadrza księgę, odwinął, otworzył.
Księga ta miała tytuł: Kucharz doskonały. 
W niej spisane dokładnie wszystkie specyjały

Stołów polskich;
Na podstawie przypisu Książka to teraz bardzo rzadka, przed stu kilkudziesięcioma laty wydana przez Stanisława Czernieckiego wiemy, że pomimo pojawienia się tytułu, nie chodzi o  książkę Wojciecha Wielądki, a o Compendium ferculorum, albo zebranie potraw.

## Opis
Pierwszy tom Kucharza doskonałego ma dziesięć rozdziałów. W pierwszym umieścił autor rodzaj kalendarza, gdzie omawia poszczególne pory roku przypominając o dostępnych w tym okresie produktach, a dalej umieścił zgodnie z kalendarzem przykładowe jadłospisy. Rozdział drugi noszący tytuł Zbiór czyli massa powszechna sporządzania potaziów to zbiór 20 przepisów przyrządzania zup (potaziów). Kolejny (trzeci) poświęcony jest wołowinie. Znajdziemy tu przepisy jak przyrządzić ozór wołowy, flaki, sztukę mięsa i pieczeń. W następnym znajdziemy przepisy ze skopowiny, a dalej z cielęciny. Autor podaje jak przyrządzić głowę, ozór, uszy, czy oczy cielęce. Szósty rozdział poświęcony wieprzowinie pomoże nam zamarynować szynkę przed wędzeniem oraz upiec prosię. W kolejnych rozdziałach znajdziemy siedem przepisów na przyrządzanie mięsa z baranka oraz na potrawy z drobiu. Można poznać sposoby przyrządzenia pulardy, kapłona, a w kolejnym gęsi i kaczek i gołąbków oraz z dziczyzny.
Druga część zawiera 15 rozdziałów zawierających przepisy z ryb morskich i rzecznych (szczupak, węgorz, karp, żółwie, raki, minogi, kiełbie, ślimaki, żabki), jarzyn (groch, kalafior, marchew, pasternak, pietruszka, selery, por, cykoria, karczochy, szparagi, szpinak, kapary, trufle), jaj i nabiału. W dziale poświęconym nabiałowi znajdziemy przepisy na śmietanę z kawą czy czekoladą (czekulatą). Po przepisach na ciasta, sosy i konfitury i marmolady znajdziemy też sposoby robienia ratafii i wódek. 
Książkę kończy Słownik kuchenny i spiżarniany zawierający alfabetyczny spis słów do kuchni i spiżarni używanych.

## Reprint
W 2009 roku Wydawnictwo Graf_ika wydało przedruk Kucharza doskonałego na podstawie oryginału z 1783 roku.  
W 2018 roku Muzeum Pałacu Króla Jana III w Wilanowie, w ramach serii Monumenta Poloniae Culinaria, wydało książkę Jarosława Dumanowskiego Kucharz doskonały. Sekrety kuchmistrzowskie Wojciecha Wielądki, w której przepisy współczesne opracował Maciej Nowicki.